# Joseph Henry Gilbert
Pour les articles homonymes, voir Gilbert.
Sir Joseph Henry Gilbert (né à Hull en 1817 - mort à Rothamsted en 1901) est un chimiste et agronome britannique.
Il est l'auteur, avec Lawes, de la théorie nitrogène qui révolutionna l'agronomie.